# Myzosiphum zayuense
Myzosiphum zayuense är en insektsart. Myzosiphum zayuense ingår i släktet Myzosiphum och familjen långrörsbladlöss. Inga underarter finns listade i Catalogue of Life.